# پومبیا
پومبیا (به ایتالیایی: Pombia) یک کومونه در ایتالیا است که در استان نووارا واقع شده‌است.

## خصوصیات
پومبیا ۱۲٫۰ کیلومترمربع مساحت و ۱٬۸۳۴ نفر جمعیت دارد.